# Eudämonia
Eudämonia, abbreviazione del titolo Eudämonia oder Deutsches Volksglück. Ein Journal für Freunde von Wahrheit und Recht, è una rivista conservatrice in lingua tedesca, pubblicata dal 1795 al 1798.

## Storia
Dal 1796 al 1797, il periodico uscì in stampa a Lipsia e, a seguire, a Francoforte sul Meno e a Norimberga. L'edizione lipsiana vide il coinvolgimento del massone Johann August Starck, poi consigliere concistoriale a Darmstadt, in compagnia del giornalista viennese Leopold Alois Hoffmann.
Durante la Rivoluzione francese, fu il giornale più attivo nella divulgazione della teorie del complotto che attribuiva la causa della Rivoluzione a una trama ordita dai filosofi illuministi in combutta con un gruppo di massoni e Illuminati.
Nel 1972, la casa editrice Kraus-Verlag pubblicò una ristampa a Nendeln alla quale nel '97 seguì un'edizione microfilmata, a cura della Georg Olms Verlag Verlag, prodotta a Hildesheim.